# カミーロ・マジャダ
カミーロ・セバウティアン・マヤダ・メサ（スペイン語: Camilo Sebastiián Mayada Mesa、1991年1月8日 - ）は、ウルグアイとアルゼンチンのサッカー選手。元ウルグアイ代表。ポジションはMF。

## クラブ歴
2010年にダヌービオFCで選手となった。
2014年にCAリーベル・プレートに移籍、コパ・リベルタドーレスとレコパ・スダメリカーナを2回ずつ制した。
2019年にアトレティコ・サン・ルイスに移籍。
2021年7月、クラブ・リベルタに3年契約で移籍。

## 代表歴
ウルグアイU-20代表として2011 南米ユース選手権と2011 FIFA U-20ワールドカップに参加した。
2014年9月5日の日本代表戦でウルグアイA代表初出場。